# Góra Świętego Jana (wieś)

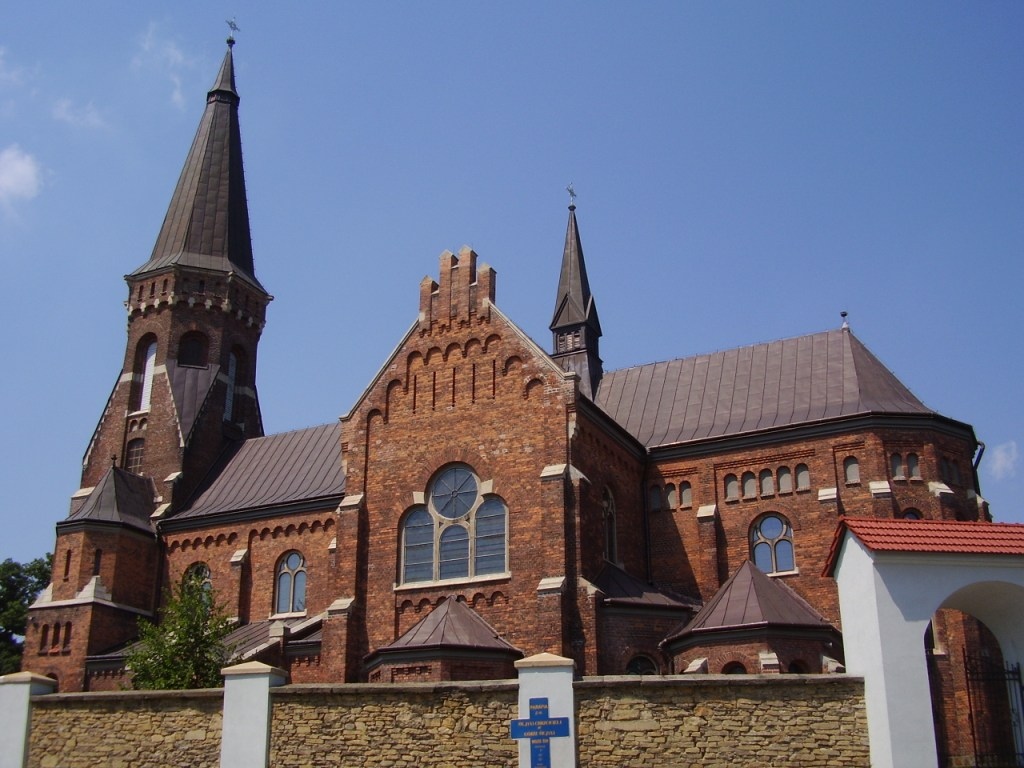
Kościół parafialny

Góra Świętego Jana – wieś (dawniej miasto) w Polsce położona w województwie małopolskim, w powiecie limanowskim, w północnej części gminy Jodłownik.
Góra Świętego Jana uzyskała lokację miejską w 1417 roku, zdegradowana przed 1500 rokiem. Wieś duchowna Szczyrzycka Góra, własność opactwa cystersów szczyrzyckich położona była w drugiej połowie XVI wieku w powiecie szczyrzyckim województwa krakowskiego. W latach 1975–1998 miejscowość administracyjnie należała do województwa nowosądeckiego. Integralne części miejscowości: Kałuże, Pawłówki, Plac, Pobręczyn, Słotwina.

## Nazwa wsi
Istnieje legenda, dotycząca Góry Świętego Jana. W czasach, kiedy przez okoliczne szczyty (m.in. Ciecień, Grodzisko) prowadził kupiecki szlak bursztynowy z południa Europy, na górze Grodzisko wybudowany był gród. Podróżujący ówcześni monarchowie często się tam zatrzymywali na odpoczynek. Podczas jednego takiego postoju, król Polski, obserwując panoramę z Grodziska, podziwiał Beskid Wyspowy. Patrząc na pobliską górkę, stwierdził, iż przypomina mu ściętą głowę św. Jana Chrzciciela. Stąd też przyjęła się nazwa dla obecnej wioski powstałej na górze.

## Części wsi
| SIMC    | Nazwa     | Rodzaj    |
| ------- | --------- | --------- |
| 0430108 | Kałuże    | część wsi |
| 0430114 | Pawłówki  | część wsi |
| 0430120 | Plac      | część wsi |
| 0430137 | Pobręczyn | część wsi |
| 0430143 | Słotwina  | część wsi |

## Historia
Prawdopodobnie w I połowie XII wieku powstała parafia w oparciu o kościółek w Górze Świętego Jana. Niewykluczone jest, że założycielami kościółka byli benedyktyni z Tyńca. Kres grodów, a być może i pierwotnego kościoła w Górze Świętego Jana położyli Tatarzy (Mongołowie). Nie ma pewności, kiedy się to stało, prawdopodobny jest rok 1259. W roku 1417 król Władysław Jagiełło podjął próbę założenia na gruntach Góry św. Jana królewskiego miasta i nadał wiosce przywileje oparte na prawie magdeburskim. Miasto w Górze św. Jana jednak nie powstało. Nie są jasne okoliczności, dla których mieszkańcy nie wykorzystali tej szansy. Odwiedzający dziś wioskę turyści mogą zwrócić uwagę na kształt jej centrum: charakterystyczny dla architektury miasta rynek wioski ma elementy wciąż przypominające o tym niewykorzystanym przywileju.
W grudniu 1914 roku w okolicach miejscowości wojska austriacki i rosyjskie toczyły ciężkie walki podczas bitwy pod Limanową.
W dzisiejszych czasach Góra Świętego Jana słynie z nowoczesnych sadów jabłoniowych. Rozwinęły się one w okolicach wsi ze względu na występujący tu specyficzny mikroklimat. Góra św. Jana wspólnie z rejonem Łącka stanowi małopolskie zagłębie owocowe. Sadownictwo na przestrzeni lat stale się doskonaliło.

## Turystyka
Znajdująca się w Beskidzie Wyspowym i położona na wzniesieniu miejscowość ma duże walory widokowe. Z odkrytych terenów rozciąga się szeroka panorama. Widoczne są doskonale nie tylko pobliskie wzniesienia Śnieżnicy, Wierzbanowskiej Góry, Ciecienia i Grodziska, ale również Łopień i inne. Przez miejscowość przebiega rowerowa trasa Małopolskiego Szlaku Owocowego.

## Religia
Góra Świętego Jana, prawdopodobnie od XII wieku posiada samodzielną parafię rzymskokatolicką pw. Ścięcia św. Jana Chrzciciela. Zlikwidowano ją pod koniec XVIII wieku, ale przywrócono w 1935 roku.